# Cephalanthera schaberi
Cephalanthera schaberi är en orkidéart som beskrevs av Helmut Baumann. Cephalanthera schaberi ingår i släktet skogsliljor, och familjen orkidéer.
Artens utbredningsområde är europeiska Turkiet. Inga underarter finns listade i Catalogue of Life.